# Batterie Großer Kurfürst
La batterie côtière Grosser Kurfürst était une installation militaire déployée par la Kriegsmarine à Framzelle, dans le Pas-de-Calais. Composée de quatre canons de 280 mm, la batterie faisait partie intégrante du mur de l'Atlantique, un ensemble de fortifications côtières construit par l'Allemagne nazie le long de la côte française pour se défendre contre un éventuel débarquement, et sa portée de tir lui permettait d'atteindre jusqu'aux villes portuaires du sud du Royaume-Uni, notamment le port de Douvres, qui sera bombardé durant toute la guerre par les batteries allemandes.
À la fin de la guerre, les batteries furent toutes détruites à coup de tnt par les sapeurs canadiens, à l'exception d'un canon qui fut démonté puis vendu dans un musée aux États-Unis.

## Historique
En juin 1940, après la reddition de la France et alors que le nord du pays est sous contrôle du régime nazi, le haut-commandement allemand prit la décision d'installer à Framzelles, à proximité du Cap Gris-Nez, une batterie d'artillerie SK L/45 280/45 de 280 mm, baptisée Prinz Heinrich, et destinée à frapper les cibles au sud de l'Angleterre, en préparation de l'éventuelle opération Seelöwe. Dotée d'une portée de 36 km, cette batterie était montée dans une seule tour, et pouvait pivoter sur 360°.
En 1941, une fois l'opération Barbarossa entamée, l'amirauté allemande prend la décision de remplacer cette batterie par une nouvelle, le Grosser Kurfürst, composée de quatre canons SK L/50 280/50 de 280 mm. Les travaux pour aménager ces nouvelles pièces s'achèvent deux ans plus tard, le 28 juin 1943, par la mise en service de la batterie.
Prévue à l’origine comme une batterie offensive, vouée à appuyer une hypothétique offensive allemande sur les côtes anglaises en en bombardant la côte, son rôle devient plus défensif lorsque la guerre tourne peu à peu à la faveur des armées alliées. L'installation est alors partie intégrante du mur de l’Atlantique, un ensemble de fortifications allemandes disposées le long des côtes françaises pour les défendre contre un éventuel débarquement. La région de Calais, où se trouve la batterie, est particulièrement fortifiée : il s’agit de la côte la plus proche des terres anglaises, et les Alliés parviennent à convaincre le haut commandement allemand que le débarquement y aura lieu (opération Fortitude), les conduisant à y accumuler forces et fortifications. Surnommée « Côte d’acier » (Iron coast) par les armées alliées, la côte du Pas-de-Calais abrite le Hellfire corner, une zone où se concentre plusieurs batteries transmanches de différents calibres : « Lindemann » (4 x 406/50), « Todt » (4 x 380/47) et « Gris-nez ».
Après le débarquement de Normandie, la batterie prend pour cible les convois de ravitaillement qui circulent entre la France et l’Angleterre, espérant affaiblir le soutien logistique allié. Les canons deviennent alors des cibles prioritaires pour les armées alliées, et font l’objet de bombardements intenses de la part de Winnie et Pooh, deux canons transmanche de 14 pouces installés à Douvres, qui frappent le Grosser Kurfürst à plusieurs reprises entre le 16 et le 26 septembre 1944, sans toutefois parvenir à le mettre hors d'état.
Lors du siège de Calais, baptisé « opération Undergo », la 9e brigade d’infanterie canadienne est chargée de neutraliser les batteries du cap. Les positions des batteries sont massivement bombardées les 26 et 28 septembre par la Royal Air Force ainsi que par l’artillerie côtière britannique, qui finissent par neutraliser le Grosser Kurfürst, dont les derniers tirs ont lieu le 26 septembre. Le 29 septembre, l’assaut est donné par le régiment d’infanterie canadien Highland Light Infantry of Canada, qui s’empare des positions allemandes sans résistance à 10 h 30, les troupes allemandes se rendant dès le début des combats. Peu de temps après, l’armée britannique fera sauter les canons avec leur réserve de munitions, les mettant définitivement hors service.

## Caractéristiques techniques
La batterie était équipée de dépôts de munitions, d'une casemate protégeant les générateurs l'alimentant, d'un hôpital de campagne et de puits pour l'approvisionnement en eau. Autour de sa position étaient disposés plusieurs bunkers de défense rapprochés, équipés de mitrailleuse et visant à défendre la batterie contre les attaques au sol.
Chaque canon était hébergé dans une tourelle d'acier aux parois blindées de 15 cm, semblable à celle d'un cuirassé, posée sur une barbette de béton (bunker de type S412) lui permettant une rotation complète, semblable à celle de sa prédécesseure. Les canons étaient dirigés par un centre de commandement commun, puis, à compter de 1943, par un radar FuMO 214 Würzburg Riese situé à Cran-aux-Ouefs.